# 新北市區公車938路線
新北市區公車938路線，由指南客運營運。起點為五股，終點為捷運台大醫院站。

## 歷史
- 2012年7月6日正式營運。[1][2][3]
- 2015年9月1日－2016年2月29日，全線優惠以一段票收費。
- 2021年6月11日起，調整發車時間[4]
- 2022年6月22日起，調整發車時間[5]